# Uppingham

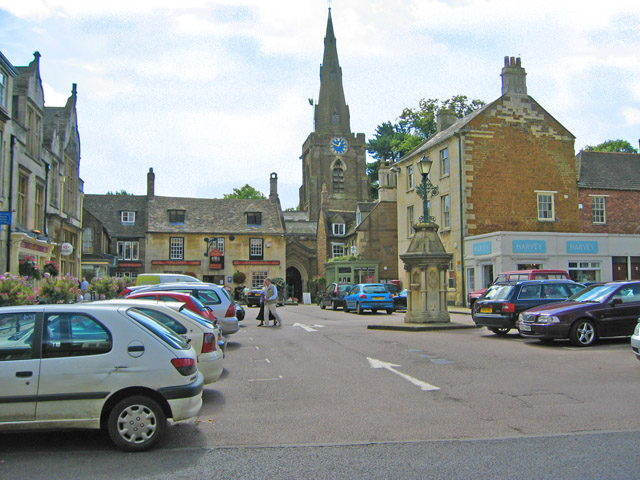
Uppingham, Marktplatz und St. Peter- und Paul-Kirche

Uppingham ist eine Gemeinde (civil parish) in der englischen Unitary Authority Rutland in der Region East Midlands. Im Jahr 2004 zählte sie 3947 Einwohner.
In der Gemeinde befindet sich das Internat Uppingham School, welches im Jahr 1584 gegründet wurde.

## Kultur
In Uppingham hat die Goldmark Gallery, eine bedeutende Kunstgalerie, ihren Sitz, die u. a. 2014 eine Ausstellung von Arbeiten Jankel Adlers durchführte.

## Verkehr
Die A-Straße A6003 road führt durch Uppingham und verbindet den Ort mit Oakham im Norden und Corby und Kettering im Süden. Am nördlichen Ortsende kreuzt die A6003 die Fernstraße A47 road (westlich nach Leicester, östlich nach Peterborough, Wisbech, King’s Lynn, Norwich, Great Yarmouth).

## Gemeindepartnerschaft
Mit der französischen Gemeinde Caudebec-en-Caux in der Normandie besteht eine Gemeindepartnerschaft.